# Un om pentru un sat
Un om pentru un sat este un film românesc din 1983 regizat de Ștefan Gladin.